# Wilhelm Höpflinger

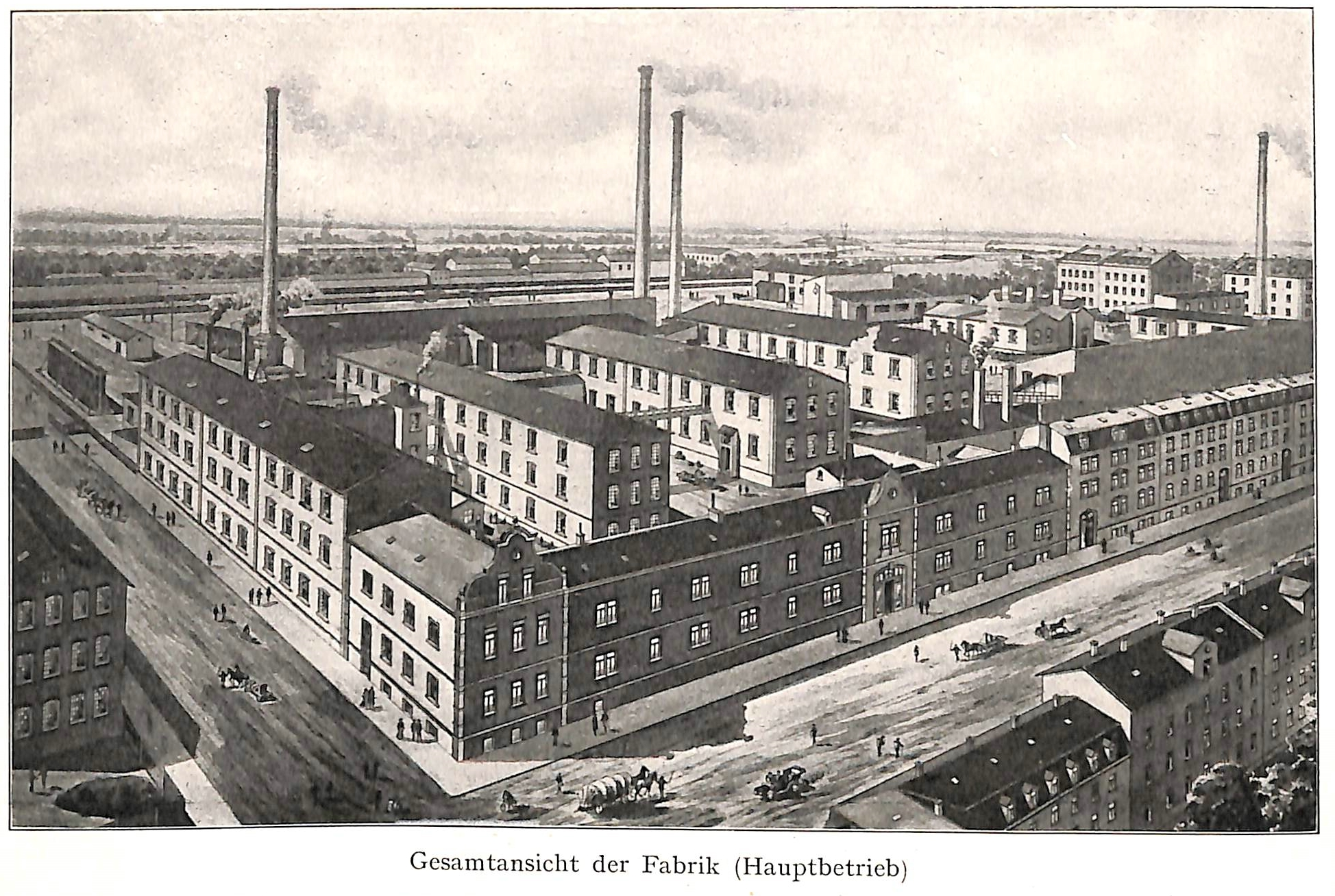
Fries & Höpflinger AG, Hauptwerk Schweinfurt 1913

Wilhelm Höpflinger (* 30. September 1853 in Langewiesen; † 17. Januar 1928 in Schweinfurt) war ein deutscher Erfinder und Fabrikant, Kommerzienrat (1912), Geheimer Kommerzienrat (1924). Er war Mitbegründer der Firma Fries & Höpflinger AG und entwickelte unter anderem die von Friedrich Fischer konstruierte Kugelschleifmaschine entscheidend weiter.

## Leben und Wirken
Höpflinger kam 1873 als Zwanzigjähriger nach Schweinfurt. Er war zunächst mehr als ein Jahrzehnt als Arbeiter bei der dortigen Eisengießerei Reck & Joachim beschäftigt und 1888 Gründungsmitglied des örtlichen Vereins der Metallarbeiter und Kassier der Allgemeinen Kranken- und Sterbekasse für Metallarbeiter.
Ab 1887 arbeitete Höpflinger bei Fischer & Osterloh (später FAG) in Schweinfurt, die damals neben Kugeln auch mit Fahrrädern und Nähmaschinen handelten. Im selben Jahr konstruierte Höpflinger einen Fräsapparat für Fischers Kugelschleifmaschine, mit dem die Qualität der Kugeln weiter verbessert werden konnte.
1890 machte er sich gemeinsam mit Engelbert Fries selbstständig. Sie gründeten die Firma Fries & Höpflinger, die Kugeln und Kugellager herstellte und diese weltweit vertrieb. Höpflinger hatte die technische, Fries die kaufmännische Leitung des Unternehmens inne.
Höpflinger meldete zahlreiche Patente an. Eine wichtige Erfindung war der Höpflinger-Kugelkorb für Wälzlager. Bis zum Lebensende war er als Generaldirektor in der Führung des Unternehmens tätig. Er starb 1928, ein Jahr vor dem Verkauf an SKF, im Alter von 74 Jahren. Bedeutsam ist seine Lebensleistung für die Stadt Schweinfurt, die zum Zentrum der europäischen Wälzlagerindustrie wurde.
In seiner Geburtsstadt Langewiesen sowie in Schweinfurt sind die Wilhelm-Höpflinger-Straßen nach ihm benannt.

## Familie
Höpflinger kam als uneheliches Kind der Johanna Elisabeth Völker im heute zu Thüringen gehörenden Langewiesen zur Welt, welches damals im Fürstentum Schwarzburg-Sondershausen lag. Johann Georg Höpflinger, ein schwäbischer Fuhrmann, erkannte den Sohn an, weshalb dieser den Nachnamen Höpflinger erhielt. Die Eltern waren später offenbar einige Jahre verheiratet. Als Kleinkind fand er zeitweise Aufnahme bei den Angehörigen seines Vaters in Haunsheim/Schwaben. Später wuchs er bei einem Pferdemetzger im Heimatort der Mutter auf. Die Kindheit verlief offenbar in einfachsten Verhältnissen.
In Schweinfurt heiratete er 1881 Dorothea Geis, die Tochter eines Schreiners. Zu diesem Zeitpunkt hat das Paar bereits zwei Töchter im Alter von 6 und 5 Jahren. Augenscheinlich verfügte Höpflinger erst jetzt über das für den Erwerb des Bürgerrechts und die damit verbundene Erlaubnis zur Heirat notwendige Geld. Von den vier Töchtern Höpflingers heiratete die älteste (Betty) Ernst Sachs, den Erfinder der Freilaufnabe mit Rücktrittbremse am Fahrrad; die jüngste (Ernestine) vermählte sich mit dem Sachs-Direktor Rudolf Baier. Auch die Ehemänner der beiden anderen Töchter sind später im Umfeld von Fichtel & Sachs aktiv.
Nach dem Tod der ersten Ehefrau (1912) heiratete der 62-jährige Höpflinger 1915 die dreißig Jahre jüngere Katharina von Hörmann, eine Tochter aus dem Münchner Beamtenadel. Die Ehe wurde nach gut einem Jahr wieder geschieden. Höpflinger war nachweislich evangelisch getauft worden, gehörte bei seinem Tod aber der Katholischen Kirche an. Auch die erste Ehefrau und die vier Töchter waren evangelisch. Offenbar war er im Vorfeld der zweiten Hochzeit konvertiert.